# Антифашистский комитет советской молодёжи
Антифашистский комитет советской молодёжи — общественная организация, действовавшая с 1941 по 1956 год.

## История
Общественная организация была создана в Москве в сентябре 1941 года на первом антифашистском митинге советской молодёжи в Москве. Целью данной общественной организации являлось установление тесной связи с демократической молодёжью мира. Основатели и представители общественной организации активно принимали участие в работе Всемирной федерации демократической молодёжи и Международного союза студентов. Общественная организация активно поддерживала связь более чем с 200 демократическими юношескими организациями различных стран. В 1956 году общественная организация прекратила своё существование и на базе её был создан Комитет молодёжных организаций СССР.